# 36ª Brigata aerea interdizione strategica
La 36ª Aerobrigata interdizione strategica era una grande unità dell'Aeronautica Militare Italiana equipaggiata con IRBM SM-78 Jupiter a testata nucleare. Fu attiva tra il 1960 ed il 1963, anno in cui venne sciolta. 

## Storia
La vicenda dei Jupiter italiani ebbe origine nel settembre 1958, quando il presidente statunitense Eisenhower iniziò ad insistere presso il governo italiano perché accettasse la presenza sul suo territorio di alcuni missili a medio raggio con testata nucleare. Lo scopo era quello di avere delle basi di lancio capaci di colpire l'Unione Sovietica ed i Paesi meridionali del Patto di Varsavia.
L'accordo tra Italia e Stati Uniti venne siglato il 26 marzo 1959. Questo prevedeva la fornitura di 30 missili SM-78 Jupiter, equipaggiati con una testata all'idrogeno W-49  da 1,44 megatoni. L'addestramento del personale italiano all'uso delle nuove armi ebbe luogo presso la base statunitense di Lackland. Tuttavia, per il supporto tecnico gli italiani continuarono a dipendere fortemente dagli statunitensi.
I missili giunsero in Italia grazie ad un ponte aereo di 10 voli, direttamente dagli Stati Uniti, tra il 1º aprile ed il 10 giugno 1960.
La brigata fu ufficialmente costituita il 23 aprile 1960 presso l'aeroporto militare "Antonio Ramirez" di Gioia del Colle.
Nel 1962 venne presa la decisione di ritirare i missili dall'Italia e dalla Turchia in seguito alla crisi dei missili di Cuba, come contropartita al ritiro degli ordigni sovietici dall'isola. Una volta ritirati i missili, il 1º luglio 1963 la 36ª Aerobrigata fu sciolta.

## Organizzazione

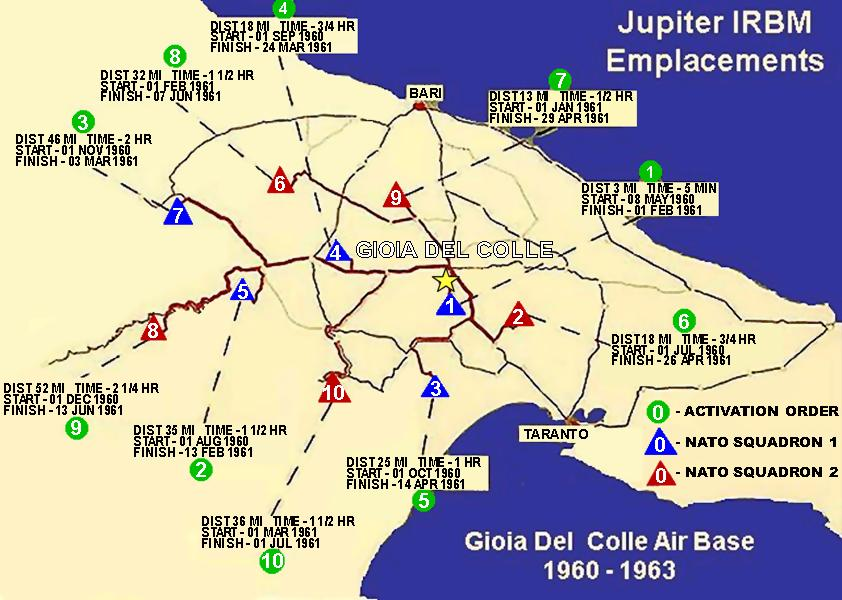
Le dieci postazioni di lancio sparse nel territorio della Puglia

La 36ª Aerobrigata IS era articolata su due reparti, ognuno dei quali composto da cinque gruppi:
- 1º Reparto I.S. che comprendeva il

56º Gruppo Interdizione Strategica - Base Nº1 (Gioia del Colle, località Masseria Riccardo)
57º Gruppo Interdizione Strategica - Base Nº2  (Mottola, località Lama di Rose)
58º Gruppo Interdizione Strategica - Base Nº3  (Laterza, località Masseria Gaudella)
59º Gruppo Interdizione Strategica - Base Nº6  (Altamura alta - località Strada Vicinale del Ceraso-Bitonto)
60º Gruppo Interdizione Strategica - Base Nº5 (Gravina di Puglia, località Masseria San Domenico)
- 2º Reparto I.S., che comprendeva:

108º Gruppo Interdizione Strategica - Base Nº4 (Altamura bassa, località Casal Sabini)
109º Gruppo Interdizione Strategica - Base Nº7 (Spinazzola, località Ponte Impiso)
110º Gruppo Interdizione Strategica - Base Nº8 (Irsina, località Serra Amendola)
111º Gruppo Interdizione Strategica - Base Nº9 (Acquaviva delle Fonti, via Scappagrano)
112º Gruppo Interdizione Strategica - Base Nº10  (Matera, località Santa Lucia)
Ogni Gruppo controllava una postazione di lancio con tre missili, per un totale complessivo di trenta missili. Le postazioni erano situate nei pressi dell'aeroporto di Gioia del Colle, ad una distanza compresa tra le 10 e le 30 miglia.
Ogni postazione era sorvegliata da due ufficiali italiani ed altrettanti statunitensi, in turni di 48 ore.

## Critiche
Pesanti critiche al modo in cui gli italiani conservavano i missili furono mosse, in un rapporto riservato del 18 settembre 1961, da  Alan G. James, funzionario dell'Ufficio per gli affari europei del Dipartimento di Stato degli Stati Uniti. Oltre a constatare che l'aver condiviso con gli italiani le procedure di lancio costituiva una violazione dell'Atomic Energy Act, rilevò che gli ordigni erano mantenuti «non in sicurezza». Infatti:
- le postazioni di lancio erano sistemate in luoghi deserti e poco sorvegliati. In un caso, i missili erano addirittura visibili dalla strada e dalla ferrovia;
- le testate dovevano essere stoccate in un edificio di cemento armato a circa 90 metri dalla pista di atterraggio. L'eccessiva vicinanza alla pista ne aumentava la vulnerabilità;
- le testate erano tenute montate sui missili, invece di essere stoccate al sicuro nei depositi. Gli stessi missili erano tenuti in posizione di lancio, su piazzole all'aperto;
- i missili erano vulnerabili al sabotaggio: potevano essere colpiti con un normale fucile. Inoltre, la mancanza di adeguate difese aeree nella zona, rendeva i missili troppo vulnerabili dall'alto, anche da azioni solitarie condotte da piccoli aerei.

Un altro problema era dovuto al fatto che il governo italiano aveva deciso, per motivi politici, di tenere la popolazione all'oscuro della presenza dei missili. Invece la popolazione era lo stesso al corrente di tali armi, perché queste erano visibili. Occorre considerare che critiche molto simili furono mosse anche alla Turchia, l'altro paese in cui erano stati schierati gli Jupiter.